# جورنال دي سافان
إن جورنال دي سافان (التي أعيدت تسميتها لاحقًا باسم Journal des savans ثم Journal of the Learned)، التي أنشأها دينيس دي سالو، هي أقدم مجلة أكاديمية نُشرت في أوروبا. يركز حاليًا على التاريخ الأوروبي والأدب ما قبل الحداثة.

## تاريخ
ظهر العدد الأول كمنشور رباعي من اثنتي عشرة صفحة يوم الاثنين 5 يناير 1665. كان هذا قبل وقت قصير من الظهور الأول للمعاملات الفلسفية للجمعية الملكية، في 6 مارس 1665. تم تقديم الطبيب والموسوعة الفرنسي من القرن الثامن عشر لويس آن لا فيروت (1725-1759) إلى المجلة من خلال حماية المستشار هنري فرانسوا داغيسو. تضمن محتواه في الأصل نعي المشاهير وتاريخ الكنيسة والتقارير القانونية. كانت الفلسفة الطبيعية جزءًا من نطاقها الأصلي.